# Општина Татарану (Вранча)
Татарану (рум. Tãtãranu) општина је у Румунији у округу Вранча.
Oпштина се налази на надморској висини од 30 m.